# Ион (Еврипид)
«Ио́н» (др.-греч. Ἴων, Iōn) — трагедия древнегреческого драматурга Еврипида на тему из аттических мифов, впервые поставленная на сцене предположительно между 412 и 408 годами до н. э. Её текст полностью сохранился.

## Сюжет
Еврипид разрабатывает в трагедии миф об Ионе, прародителе ионийцев, который до него использовал Софокл в пьесе «Креуса». Царица Афин Креуса когда-то стала жертвой насилия Аполлона и была вынуждена покинуть родившегося от этой связи ребёнка. В начале пьесы она приезжает с мужем Ксуфом в Дельфы, чтобы получить пророчество. Аполлон навязывает ей в качестве сына храмового прислужника Иона, которого она считает совершенно чужим ей человеком. Креуса пытается отравить его, возмущённые дельфийцы грозят ей смертью, но тут случайно выясняется, что Ион и есть сын царицы от насильника.
Антиковеды констатируют, что в развитии интриги здесь ключевую роль играют мотивы ребёнка-подкидыша и последующего узнавания, с которыми связаны бытовые детали и психологические характеристики персонажей. Предначертания богов выполняются, но только благодаря случайности, а олимпиец Аполлон изображён в весьма неприглядном свете.

## История текста и значение
В сохранившихся источниках нет данных о времени написания и постановки «Иона». Учитывая особенности стиля и построения интриги, а также интерес драматурга к психологии своих персонажей, исследователи датируют трагедию периодом между 412 и 408 годами до н. э.
Те же сюжетные мотивы (подброшенного ребёнка и узнавания) Еврипид использовал в своих поздних трагедиях «Антиопа» и «Гипсипила». Позже они стали расхожим материалом в новоаттической и римской комедии.